# Zhong Kui

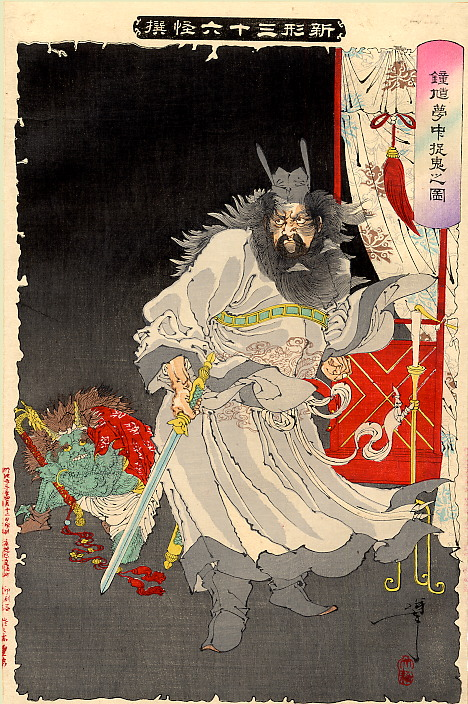
Zhong Kui (Shōki) protégeant les rêves de l'empereur, par Yoshitoshi (1890).

Zhong Kui (chinois simplifié : 钟馗 ; chinois traditionnel : 鍾馗 ; pinyin : Zhōng Kuí ; en coréen : Jong Gyu (종규) ; en japonais : Shōki ; en vietnamien : Chung Quỳ) est une figure légendaire de la culture chinoise, réputée pour chasser les fantômes et les démons. Dans le taoïsme, il est vénéré comme divinité protectrice et exorciste (souvent appelé Zhong Kui ye, « seigneur Zhong Kui ») et figure parfois parmi les dieux des portes (門神 / 门神, ménshén). Son image est affichée pour écarter les influences néfastes, notamment autour du Nouvel An lunaire et du Festival des bateaux-dragons (Duanwu).
Il est souvent représenté dans l’art japonais (Shōki) comme un lettré barbu, armé d’une longue épée et parfois coiffé d’un large chapeau. Ce héros combat et met à mort des oni (démons).
À Taïwan et dans le sud du Fujian, à la fin de certaines cérémonies de la Fête des fantômes, on demande parfois à un maître taoïste (daoshi) ou à un acteur incarnant Zhong Kui d’exécuter la « danse de Zhong Kui » (跳鍾馗, Tiao Zhong Kui) pour chasser les esprits malfaisants.

## Légende
Selon la tradition, Zhong Kui était un jeune homme extrêmement doué pour les études mais très laid, vivant sous la dynastie Tang. Il se rendit aux examens impériaux avec son ami Du Ping et arriva premier ; jugé « trop laid » par l’empereur, il fut écarté et se suicida. Dans l’au-delà, il fut nommé « roi des fantômes » et revint le soir du Nouvel An chinois pour arranger le mariage de sa sœur, épisode popularisé par l’opéra de Pékin Zhong Kui marie sa sœur (鍾馗嫁妹). La popularisation du culte est souvent rattachée à l’empereur Tang Xuanzong : malade, il rêva que Zhong Kui pourfendait le démon responsable de ses maux ; à son réveil, guéri, il ordonna à Wu Daozi de peindre l’esprit exorciste.

## Iconographie
L’iconographie se fixe sous les Tang : visage courroucé, barbe noire épaisse, yeux exorbités, robe ample (souvent rouge), bottes hautes et épée à la main. Il est fréquemment entouré d’un cortège de petits démons qu’il mène ou soumet. On le voit parfois avec le motif des « cinq chauves-souris » (wufu), symbole des cinq bonheurs. Des peintures célèbres le montrent conduisant sa sœur en cortège nuptial, inspectant des démons ou patrouillant la nuit.

## Culte et rituels taoïstes
Dans le taoïsme, Zhong Kui est invoqué comme puissant exorciste et protecteur des foyers lors de rites d’exorcisme taoïste (zhengfa), par des talismans (fu) et des processions. Son image est particulièrement affichée :
- au Nouvel An chinois pour protéger le foyer[8] ;
- lors du Festival des bateaux-dragons (Duanwu, « Double-Cinq »), période associée à la prévention des maladies estivales[9] ;
- pendant le septième mois lunaire et la Fête des fantômes (Zhongyuan)[10].

## Diffusion en Asie de l’Est
Le personnage a essaimé dans l’aire culturelle chinoise ; au Japon (Shōki), il est intégré à des pratiques de protection domestique et très présent dans l’ukiyo-e.

## Dans les arts
Zhong Kui est un sujet majeur de la peinture chinoise (par ex. Gong Kai, Dai Jin, Ren Yi), des estampes populaires et de l’opéra de Pékin. Au Japon, Shōki inspire de nombreuses estampes d’ukiyo-e et objets décoratifs.

## Jeux vidéo
Le 19 août 2025 (Opening Night Live de la gamescom ; 20 août en Europe), le studio chinois Game Science a annoncé 黑神話：鍾馗 (Black Myth: Zhong Kui), un action-RPG solo inspiré de la mythologie de Zhong Kui, via une bande-annonce en images de synthèse. Le projet est en tout début de développement (« dossier à peine créé » selon le studio) et aucune date ni séquence de gameplay n’ont été communiquées.